# Premna timoriana
Premna timoriana là một loài thực vật có hoa trong họ Hoa môi. Loài này được Decne. mô tả khoa học đầu tiên năm 1834.